# 12 septembre
Pour les articles homonymes, voir Douze-Septembre.
12 août 12 octobre
Chronologies thématiques
- Croisades
- Ferroviaires
- Sports
- Disney
- Anarchisme
- Catholicisme

Abréviations / Voir aussi
- (° 1852) = né en 1852
- († 1885) = mort en 1885
- a.s. = calendrier julien
- n.s. = calendrier grégorien
- Calendrier
- Calendrier perpétuel
- Liste de calendriers
- Naissances du jour

Le 12 septembre est le 255e jour de l'année du calendrier grégorien, 256e lorsqu'elle est bissextile (il en reste ensuite 110).
C'était généralement l'équivalent du 26 fructidor du calendrier républicain français, officiellement dénommé jour de la bigarade (et du bigaradier).

## Événements

### Vesiècleav. J.-C.
- -490 (ou 17 septembre, 12 août etc.) : bataille de Marathon durant les premières guerres médiques (192 morts athéniens, 11 morts platéens ; 7 navires et au moins 6 400 morts chez les Perses, selon Hérodote).

### XIIIesiècle
- 1213 : bataille de Muret (croisade des albigeois).
- 1226 : fin du siège d'Avignon (croisade des albigeois).
- 1297 : traité d'Alcañices.

### XIVesiècle
- 1309 : fin du siège de Gibraltar.

### XVIIesiècle

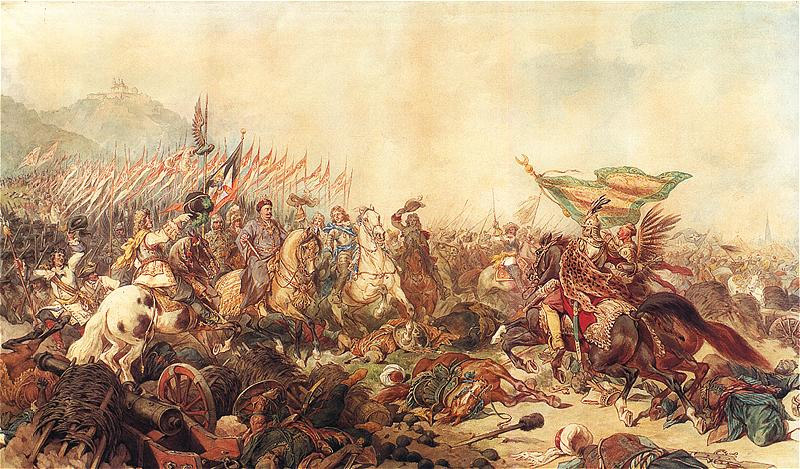
Le roi de Pologne devant Vienne

- 1635 : signature du Traité de Stuhmsdorf, entre la Pologne et la Suède.
- 1663 : Daniel de Rémy de Courcelles devient gouverneur de la Nouvelle-France.
- 1683 : bataille de Vienne (deuxième guerre austro-turque), victoire des troupes impériales et polonaises sur les Ottomans.

### XIXesiècle
- 1801 : annexion de la Géorgie par la Russie[1].
- 1814 : bataille de Baltimore (guerre anglo-américaine de 1812).
- 1847 : début de la bataille de Chapultepec (guerre américano-mexicaine).
- 1848 : la première constitution est adoptée officiellement en Suisse, qui devient un État fédéral.
- 1890 : fondation de Salisbury, en Rhodésie du Sud.

### XXesiècle
- 1914 : fin de la première bataille de la Marne (Première Guerre mondiale).
- 1915 : sauvetage de Musa Dagh par la marine française, pendant le génocide arménien.
- 1921 : arrestation de Simon Kimbangu, fondateur du kimbanguisme[2].
- 1938 : Hitler réclame l'annexion des Sudètes à la Tchécoslovaquie.
- 1942 : Affaire du Laconia : l'Axe et les Alliés conviennent d'une courte trêve afin de porter secours aux survivants du naufrage du paquebot britannique.
- 1943 : opération Eiche (Seconde Guerre mondiale).
- 1944 : le protocole de Londres est signé.
- 1970 : début du septembre noir en Jordanie.
- 1974 : destitution de l'empereur d'Éthiopie Hailé Sélassié.
- 1980 : coup d'État militaire en Turquie.
- 1990 : signature du traité de Moscou.
- 1992 : arrestation du chef du Sentier lumineux Abimael Guzmán.
- 1994 : élection du gouvernement du Parti québécois de Jacques Parizeau.

### XXIesiècle
- 2005 : Israël achève son retrait de la bande de Gaza.
- 2012 : 
  - Moustapha Abou Chagour est élu Premier ministre de la Libye.
  - résolution 2065, du Conseil de sécurité des Nations unies, sur la situation en Sierra Leone.
- 2022 : l'Azerbaïdjan accuse l'Arménie de « provocations » et lance une attaque à la frontière entre les deux pays, théâtre d'un conflit depuis l'été 2021.
- 2023 : au Mali, des combats éclatent à Bourem entre l'armée et les rebelles de la Coordination des mouvements de l'Azawad[3].

## Arts, culture et religion
- 1910 : création de la symphonie no 8 de Gustav Mahler.
- 1940 : découverte de la grotte de Lascaux.
- 2022 : à la 74e cérémonie des Primetime Emmy Awards, les séries Succession et Ted Lasso sont récompensées.

## Sciences et techniques
- 1909 : le chimiste allemand Fritz Hofmann dépose le brevet du premier caoutchouc synthétique.
- 1962 : le président des États-Unis John Fitzgerald Kennedy prononce son discours retentissant We choose to go to the Moon, dans lequel il promet de voir un Américain poser le pied sur la Lune avant la fin des années 1960.
- 1966 : début de la mission Gemini 11.

## Économie et société
- 1651 : le jeune comte de Brienne est nommé conseiller d'État.
- 1942 : tragédie du RMS Laconia.
- 1953 : le futur président américain John Fitzgerald Kennedy et Jacqueline Lee Bouvier se marient à Newport aux États-Unis[4].
- 2023 : au Viêt Nam, un incendie se déclare dans la capitale du pays, Hanoï, dans la nuit du 12 au 13 septembre[5].

## Naissances

### XVesiècle
- 1494 : François Ier, roi de France († 31 mars 1547).

### XVIIesiècle
- 1660 : Wolfgang Hannibal von Schrattenbach, cardinal autrichien († 22 juillet 1738).
- 1699 : John Martyn, botaniste anglais († 29 janvier 1768).

### XVIIIesiècle
- 1725 : Guillaume Le Gentil, astronome français († 22 octobre 1792).
- 1766 : Jean Gheneser  militaire du Premier Empire d'origine russe († 24 septembre 1851).
- 1773 : Gustave-Maximilien-Juste de Croÿ-Solre, prélat français († 1er janvier 1844).
- 1777 : Henri-Marie Ducrotay de Blainville, zoologiste et anatomiste français († 1er mai 1850).

### XIXesiècle
- 1803 : Auguste Brizeux (Julien Pélage Auguste Brizeux, dit), poète romantique breton  († 3 mai 1858).
- 1812 : Marie-Ernestine Serret, peintre française († 1884).
- 1818 :
  - Richard Jordan Gatling, inventeur américain († 26 février 1903).
  - Theodor Kullak, musicien polonais († 1er mars 1882).
- 1829 : Anselm Feuerbach, artiste allemand († 4 janvier 1880)
- 1843 : Estelle Faguette, religieuse française, voyante des apparitions mariales de Pellevoisin († 23 août 1929)
- 1855 : Simon-Napoléon Parent, homme politique canadien († 7 septembre 1920).
- 1880 : H. L. Mencken, écrivain, journaliste et linguiste américain († 29 janvier 1956).
- 1883 : Raïssa Maritain, philosophe française († 4 novembre 1960).
- 1888 : Maurice Chevalier, chanteur français († 1er janvier 1972).
- 1891 : Fred Kelly, athlète américain, champion olympique sur 110 mètres haies en 1912 († 7 mai 1974).
- 1895 : Axel von Harnack, scientifique, historien et philologue allemand († 17 juin 1974).
- 1896 : Elsa Triolet, femme de lettres et résistante française d'origine russe († 16 juin 1970).
- 1897 : Irène Joliot-Curie, physicienne française, prix Nobel de chimie en 1935 († 17 mars 1956).

### XXesiècle
- 1905 : Roger de Vilmorin, horticulteur et généticien français († 20 juillet 1980).
- 1910 : T. T. Macan, zoologiste britannique († 12 janvier 1985).
- 1913 : Jesse Owens, athlète américain († 31 mars 1980).
- 1914 : Desmond Llewelyn, acteur britannique († 19 décembre 1999).
- 1917 : Pierre Sévigny, militaire et homme politique canadien († 20 mars 2004).
- 1921 : Stanislas Lem, auteur polonais († 27 mars 2006).
- 1923 : John Chambers, maquilleur de cinéma américain († 25 août 2001).
- 1924 : Jean Le Poulain, acteur français († 1er mars 1988).
- 1927 : Mathé Altéry, chanteuse française.
- 1928 : Olympe Troisgros-Forté († 17 mai 2008).
- 1930 : Akira Suzuki, chimiste japonais corécipiendaire du prix Nobel de chimie de 2010 avec deux autres lauréats.
- 1931 :
  - Jean Dutil, juge canadien († 18 mars 2009).
  - Ian Holm, acteur britannique († 19 juin 2020).
  - George Jones, chanteur américain († 26 avril 2013).
- 1934 :
  - Glenn Davis, athlète américain spécialiste du 400 m haies († 28 janvier 2009).
  - Jacques Pimpaneau, sinologue français († 2 novembre 2021).
- 1935 : Pierre Kériec, auteur de théâtre et de nouvelles français et gallo.
- 1937 :
  - George Chuvalo, boxeur canadien.
  - Henri Lopes, écrivain congolais.
- 1938 : Claude Ruel, entraîneur de hockey sur glace canadien († 9 février 2015).
- 1940 :
  - Roger Crouch, astronaute américain.
  - Linda Gray, actrice américaine.
  - Mickey Lolich (en), lanceur de baseball américain.
- 1941 : Viktor Putyatin, escrimeur soviétique, pratiquant le fleuret († 2 novembre 2021).
- 1942 :
  - Michel Drucker, présentateur de télévision français.
  - François Tavenas, ingénieur civil et universitaire français († 13 février 2004).
- 1943 :
  - André Menez, biologiste français († 2 février 2008).
  - Maria Muldaur, chanteuse américaine.
  - Michael Ondaatje, romancier et poète canadien.
- 1944 : Barry White, chanteur américain († 4 juillet 2003).
- 1945 : Milo Manara, auteur de bandes dessinées italien.
- 1950 :
  - Marguerite Blais, animatrice de télévision et femme politique canadienne.
  - Mike Murphy, hockeyeur et entraîneur canadien.
- 1951 :
  - Normand Dubé, hockeyeur professionnel Québécois.
  - Ray Gravell, joueur de rugby gallois († 31 octobre 2007).
  - Joe Pantoliano, acteur américain.
- 1952 : Gerry Beckley, musicien américain, membre du groupe America.
- 1953 : John Williams, archer américain, champion olympique.
- 1954 : Jocelyne Béroard, chanteuse française, membre du groupe Kassav'.
- 1956 : 
  - Dag Otto Lauritzen, cycliste norvégien.
  - Esther Kinsky, écrivaine et traductrice allemande.
- 1957 :
  - Dominique Kalifa, historien français († 12 septembre 2020).
  - Rachel Ward, actrice britannique.
  - Hans Zimmer, compositeur allemand.
- 1958 : 
  - Wilfred Benitez, boxeur américano-portoricain.
  - Harold Carter, pair et avocat britannique.
  - Daniel Núñez, haltérophile cubain, champion olympique.
- 1960 : 
  - Petar Lesov, boxeur bulgare, champion olympique.
  - Martina Hellmann, athlète allemande, championne olympique du lancer du disque.
- 1961 : 
  - Mylène Farmer, chanteuse française.
  - Tina Konyot, cavalière américaine de dressage
- 1962 : 
  - Philippe Cassard, pianiste concertiste français.
  - Pascale Pellegrin, actrice française († 8 février 2018).
- 1963 : Michael McElhatton, acteur et scénariste irlandais.
- 1964 : Zsolt Gyulay, kayakiste hongrois, double champion olympique.
- 1966 : Anousheh Ansari, spationaute et femme d'affaires iranienne.
- 1967 : Rogério Sampaio, judoka brésilien, champion olympique.
- 1968 : Zidani (Sandra Zidani, dite), comédienne et humoriste belge.
- 1969 :
  - Ángel Cabrera, golfeur argentin.
  - Mika Myllylä, skieur de fond finlandais.
- 1971 :
  - Younès El Aynaoui, joueur de tennis marocain.
  - Chandra Sturrup, athlète de sprint bahaméenne.
- 1972 : Terrel Castle, basketteur américain.
- 1973 :
  - Darren Campbell, athlète de sprint britannique, champion olympique.
  - Martin Lapointe, hockeyeur sur glace canadien.
  - Paul Walker, acteur américain († 30 novembre 2013).
- 1974 :
  - Caroline Aigle, militaire, première Française pilote de chasse († 21 août 2007).
  - Cristina Torrens Valero, joueuse de tennis espagnole.
- 1975 : 
  - Jean-François Pauzé, musicien canadien, membre du groupe Les Cowboys fringants.
  - Bill Kirby, nageur australien, champion olympique.
- 1976 : Bizzy Bone (Bryon Anthony McCane II, dit), rappeur américain, membre du groupe Bone Thugs-N-Harmony.
- 1977 : 
  - James McCartney, musicien britannique, fils de Paul McCartney.
  - Yuliya Pakhalina, plongeuse russe, championne olympique.
- 1978 : Elisabetta Canalis, actrice, animatrice de télévision et mannequin italienne.
- 1979 : 
  - Sergio Martínez, matador espagnol.
  - Bunny Luv, actrice et réalisatrice américaine.
- 1980 :
  - Jure Balažič, basketteur slovène.
  - Bjarni Fritzson, handballeur islandais.
  - Yao Ming, basketteur chinois.
  - Hiroyuki Sawano, compositeur et pianiste japonais.
  - Josef Vašíček, hockeyeur sur glace tchèque († 7 septembre 2011).
- 1981 :
  - Jerel Blassingame, basketteur américain.
  - Johan Cavalli, footballeur français.
  - Jennifer Hudson, actrice américaine.
  - Ricardo Marsh (en), basketteur américain.
  - Cheick Sidibé, boxeur français.
- 1982 : Zoran Planinić, basketteur croate.
- 1984 :
  - Mildon Ambres, basketteur américain.
  - Leonel Manzano, athlète de demi-fond américain.
- 1985 :
  - Jonatan Cerrada, chanteur belge.
  - Headhunterz (Willem Rebergen, dit), DJ et producteur de hardstyle néerlandais.
  - Giuseppe Poeta, basketteur italien.
- 1986 : Emmy Rossum, actrice américaine.
- 1987 :
  - Jonathan de Guzmán, footballeur néerlandais.
  - Juho Nenonen (fi), basketteur finlandais.
- 1988 : Petri Heinonen (en), basketteur finlandais.
- 1989 :
  - Freddie Freeman, joueur de baseball américain.
  - Rafał Majka, coureur cycliste sur route polonais.
  - Stéphanie Rosado, basketteuse américaine.
- 1994 : Kim Namjoon, rappeur, parolier et auteur-compositeur-interprète sud-coréen, leader du groupe Bangtan Boys.
- 1999 : Razmik Papikyan, lutteur arménien.

### XXIesiècle
- 2001 : Ziaire Williams, basketteur américain.

## Décès

### Vesiècleav. J.-C.
- -490 : au moins 6 603 morts des deux camps belligérants de la bataille de Marathon.

### XIVesiècle
- 1362 : Innocent VI, pape (° 1282).

### XVIIesiècle
- 1660 : Jacob Cats, poète et homme politique hollandais (° 10 novembre 1577).

### XVIIIesiècle
- 1764 : Jean-Philippe Rameau, musicien français (° 25 septembre 1683).

### XIXesiècle
- 1819 : Gebhard Leberecht von Blücher, militaire prussien (° 16 décembre 1742).
- 1824 : Louis Albert Guislain Bacler d'Albe, militaire français (° 21 octobre 1761)
- 1829 : Juan Ignacio Molina, homme d'Église et naturaliste chilien (° 24 juin 1740).
- 1847 : les nombreux pendus du bataillon Saint Patrick au Mexique.
- 1854 : Charles-François Brisseau de Mirbel, botaniste et homme politique français (° 27 mars 1776).
- 1872 : Charles Louis Spilthoorn, avocat et homme politique belge (° 12 octobre 1804).
- 1874 : François Guizot, historien et homme politique français (° 4 octobre 1787).
- 1886 :
  - John McMillan, homme politique canadien (° 4 août 1816).
  - Rowland Mason Ordish, ingénieur britannique (° 11 avril 1824).
- 1887 : Seth Weeks, dernier survivant du naufrage de l'Essex (° 4 mars 1803).

### XXesiècle
- 1920 : Ernst Leitz, entrepreneur allemand, propriétaire de l'Optical Works Ernst Leitz devenue Leica (° 26 avril 1843).
- 1936 : Joan Roig i Diggle, martyr espagnol et bienheureux catholique (° 12 mai 1917).
- 1961 : Carl Hermann, physicien allemand (° 17 juin 1898).
- 1970 : 
  - Jacques Pills, chanteur français, premier mari d'Édith Piaf (° 7 janvier 1906).
  - Christian Zervos (Χρήστος Ζερβός), critique d'art et éditeur français d'origine grecque, fondateur de revue (° 1er janvier 1889).
- 1972 : William Boyd, acteur américain (° 5 juin 1895).
- 1976 : Maxime Alexandre, poète allemand (° 24 janvier 1899).
- 1977 : Steve Biko, militant anti-apartheid sud-africain (° 18 décembre 1946).
- 1978 : Frank Ferguson, acteur américain (° 25 décembre 1899).
- 1985 : Louis-Alexandre Bélisle, lexicographe canadien (° 7 mars 1902).
- 1986 : Jacques Henri Lartigue, photographe français (° 13 juin 1894).
- 1987 : Georges Laouénan, compagnon de la Libération (° 11 août 1920).
- 1992 : Anthony Perkins, acteur américain (° 4 avril 1932).
- 1993 : Raymond Burr, acteur canadien (° 21 mai 1917).
- 1994
  - Tom Ewell, acteur américain (° 29 avril 1909).
  - Boris Iegorov, cosmonaute soviétique (° 26 novembre 1937)
- 1995 : Jeremy Brett, acteur britannique (° 3 novembre 1933).
- 1996 : Ernesto Geisel, homme d’État brésilien, président du Brésil de 1974 à 1979 (° 3 août 1907).
- 1997 : Judith Merril, romancière canadienne (° 21 janvier 1923).
- 1999 : Bill Quackenbush, hockeyeur canadien (° 2 mars 1932).
- 2000 : Stanley Turrentine, musicien américain (° 5 avril 1934).

### XXIesiècle
- 2003 : 
  - Johnny Cash, chanteur américain (° 26 février 1932).
  - Claude Gagnière, écrivain français (° 20 janvier 1928).
- 2006 : Marc François, comédien et metteur en scène de théâtre (° 28 avril 1960).
- 2008 : Simon Hantaï, peintre français (° 7 décembre 1922).
- 2009 : 
  - Jack Kramer, joueur de tennis américain (° 1er août 1921).
  - Willy Ronis, photographe français (° 14 août 1910).
- 2010 : Claude Chabrol, réalisateur français (° 24 juin 1930).
- 2013 : Ray Dolby, ingénieur américain (° 18 janvier 1933).
- 2014 : 
  - Mahant Avaidyanath, prédicateur et politicien hindou (° 28 mai 1921).
  - Ian Paisley, pasteur, ancien Premier ministre d'Irlande du Nord et adversaire résolu de l'indépendance de l'Irlande du Nord (° 6 avril 1926)[6].
- 2018 : Rachid Taha, chanteur franco-algérien  (° 18 septembre 1958).
- 2019 : Philippe Pascal, auteur-compositeur-interprète franco-breton, du groupe musical rennais Marquis de Sade (° 17 mai 1956).
- 2020 : 
  - Terence Conran, designer et homme d'affaires britannique (° 4 octobre 1931).
  - Dominique Kalifa, historien français (° 12 septembre 1957).
- 2021 : 
  - Carlo Chendi, scénariste italien de bandes dessinées (° 10 juillet 1933).
  - Andreas Herczog, architecte et personnalité politique suisse (° 11 février 1947).
  - Claude Karnoouh, anthropologue, philosophe, essayiste et réalisateur de documentaires français (° 25 mars 1940).
  - Michel Maïque, joueur international français de rugby à XIII et homme politique français (° 13 juillet 1948).
  - Nicolás Naranjo, coureur cycliste argentin (° 10 juillet 1990).
  - Dominique Paoli, journaliste et essayiste français (° 18 novembre 1941).
  - John Shelby Spong, évêque anglican américain (° 16 juin 1931).
  - Fabio Taborre, coureur cycliste italien (° 5 juin 1985).
  - Gunnar Utterberg, kayakiste suédois (° 28 novembre 1942).
- 2022 :
  - Efraín Forero, coureur cycliste colombien (° 4 mars 1930).
  - Ramsey Lewis, pianiste et claviériste de jazz américain (° 27 mai 1935).
- 2023 :
  - Beytocan, musicien kurde (° 1er octobre 1955).
  - Román Chalbaud, scénariste, réalisateur et producteur vénézuélien (° 10 octobre 1931).

## Célébrations
- Nations unies : journée des Nations unies pour la coopération Sud-Sud[7].

- Éthiopie : fête de la Révolution nationale de 1974[8] le lendemain du début du calendrier éthiopien 11 septembre.
- Maryland (États-Unis) : fête des défenseurs (en) commémorant la défense victorieuse de Baltimore contre les Britanniques en 1814.
- Mexique : batallón de San Patricio commémorant la pendaison de masse du bataillon Saint Patrick en 1847.
- Russie : journée des programmeurs fêtée les années bissextiles.

- Christianisme :
  - fête du Saint Nom de Marie dans la liturgie catholique ;
  - mémoire de Notre-Dame de Lipa.

### Saints des Églises chrétiennes

#### Catholiques et orthodoxes
Saints du jour, :
- Ailbe († vers 525), Ailbe d'Emly ou Albée ou Elvis ou Albeus ou Ailbhe, moine puis évêque d'Emly dans le Munster en Irlande.
- Athanase (Ve siècle), Athanase de Visotsk ou Athanase de Vysot, dit « l'Ancien », fils d'un prêtre de Novgorod en Russie, disciple de saint Serge de Radonège.
- Autonome († vers 298 ou 303), Autonome de Sorès, ou Autonomus, évêque en Italie, martyr en Bithynie sous Dioclétien.
- Cronidès ou Cronide, Léonce et Sérapion (IIIe siècle), martyrs qui auraient été jetés dans la mer, à Alexandrie, sous l’empereur Maximin ; fêtés le 13 septembre[11] en Orient.
- Curonote († vers 258), ou Cournoutos ou Curomotus, évêque d'Iconium (aujourd'hui Konya), en Lycaonie (Asie mineure), décapité sous l'empereur Valérien.
- Daniel (VIIIe siècle ou IXe siècle), Daniel de Thasos, ascète sur l'île grecque de Thasos, où il fit construire un monastère.
- Guy († 1012), Guy d'Anderlecht ou Guidon ou Gui ou Guido, dit « le pauvre d'Anderlecht », valet de ferme puis sacristain de l'église de Laeken près de Bruxelles, devenu pèlerin errant à Rome et en Terre sainte.
- Julien († entre 303 et 305 ou en 320 ?), Julien de Galatie, peut-être prêtre, avec ses quarante compagnons, martyrs en Galatie sous Dioclétien ou sous Licinius.
- Révérend ou Révérent (Ier siècle ou IVe siècle ou Ve siècle), disciple de saint Spire, prêtre à Bayeux en Normandie.
- Sérapion († vers 304), évêque de Catane en Sicile, martyr.

#### Saints ou bienheureux catholiques
Saints et béatifiés du jour :
- Adelphe († 670), abbé de Remiremont ; fêté aussi le 11 septembre.
- Apollinaire († 1622), Apollinaire Franco, prêtre franciscain, avec Thomas Zumarraga, prêtre dominicain et leurs 4 compagnons, bienheureux, martyrs brûlés vifs à Ōmura au Japon.
- François († 1839), François Ch’oe Kyong-hwan, catéchiste martyr à Séoul en Corée.
- Juvénal († 1604), Juvenal Ancina ou Giovanni Giovenale Ancina en italien, bienheureux, évêque de Saluces dans le Piémont, professeur de médecine à l'université de Turin ; fêté aussi localement le 30 août.
- Marie (° 1560 - † 1640) Marie de Jésus ou Maria Lopez de Rivas, bienheureuse religieuse carmélite, mystique, considérée comme sainte de son vivant par Thérèse d'Avila et le père Jérôme Gratien.
- Pierre († 1794), Pierre-Sulpice-Christophe Faverge, dit « Frère Roger », frère des Écoles chrétiennes, martyr des pontons de Rochefort sous la Révolution française, bienheureux.
- Victoire († 1617), Victoire Fornari, fondatrice des Annonciades.

#### Saint orthodoxe
- Théodore, peut-être évêque, martyr à Alexandrie[10], aux dates éventuellement "juliennes" ou orientales.

### Prénoms du jour
Bonne fête aux Apollinaire, Apolinario, Apollon (les Apolline étant plutôt honorées les 9 février).
Et aussi aux :
- Ailbe et ses variantes comme Elvis, etc.
- Aux Juvénal.

## Traditions et superstitions

### Astrologie
- Signe du zodiaque : vingt-et-unième jour du signe astrologique de la Vierge.

## Toponymie
- Plusieurs voies, places, sites ou édifices de pays ou provinces francophones contiennent la date du jour dans leur nom sous différentes graphies possibles : voir Douze-Septembre.